# Château de Monclar
Le château de Monclar, ou de Montclar, ou de Montclard, est situé sur la commune de Saint-Georges-de-Montclard (France).

## Localisation
Le château est situé sur la  commune de Saint-Georges-de-Montclard dans le département de la Dordogne, en région Nouvelle-Aquitaine.

## Description
Le château de Monclar se dresse sur une motte jadis entourée de fossés, site d'une première forteresse. Du premier édifice seule subsiste une haute tour rectangulaire qui occupe peut-être le site de l'ancien donjon. La tour actuelle à trois étages est percée de baies à meneaux. Cette tour forme l'angle sud-ouest du corps de logis et en représente le tiers. Au XVIIe siècle, ses mâchicoulis ont été remplacés par une grosse corniche.

## Historique
L'édifice originel est un ancien château fort édifié au XIe siècle, un repaire noble identifié sous le nom de Castrum de Monte Clara en 1288. Il était le siège d'une châtellenie relevée en 1364 sous le nom de Castellania de Monte Clarentio , qui s'étendait sur neuf paroisses : Campagnac, Campsegret, la Mongie, Pont-Saint-Mamet, Saint-Félix, Saint-Georges, Saint-Laurent, Saint-Martin-des-Combes et Saint-Maurice.
François Rabelais aurait séjourné au château dans les années 1520-1528, lorsqu'il était secrétaire de Geoffroy d'Estissac, évêque de Maillezais. Plus tard, Sarah Bernhardt et Paul Valéry, amis des Pozzi, auraient fréquenté également le château[réf. souhaitée].
À la Révolution à la fin du XVIIIe siècle, une grande partie du château servit de carrière pour agrandir une forge à canons sur le Caudeau, et la carrière persista au XIXe siècle.
Le château — incluant les sols, les terrasses et les clôtures — est inscrit au titre des monuments historiques par arrêté du 22 octobre 2007.

## Galerie de photos

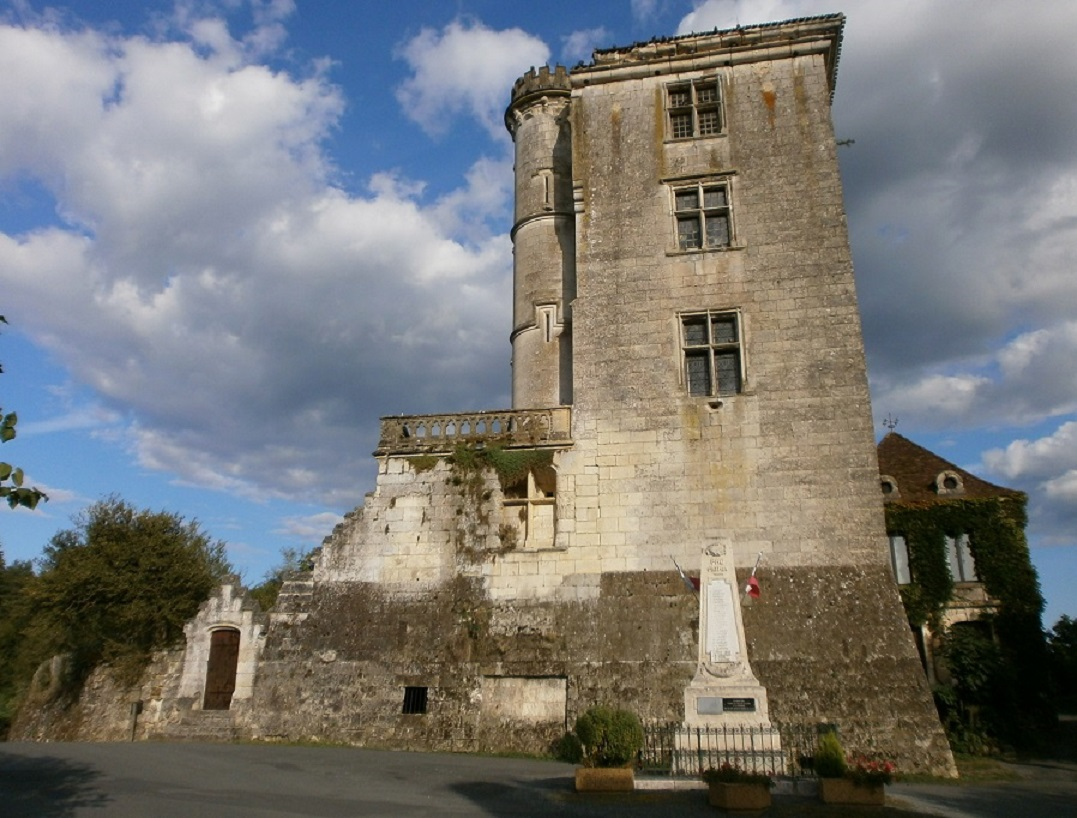
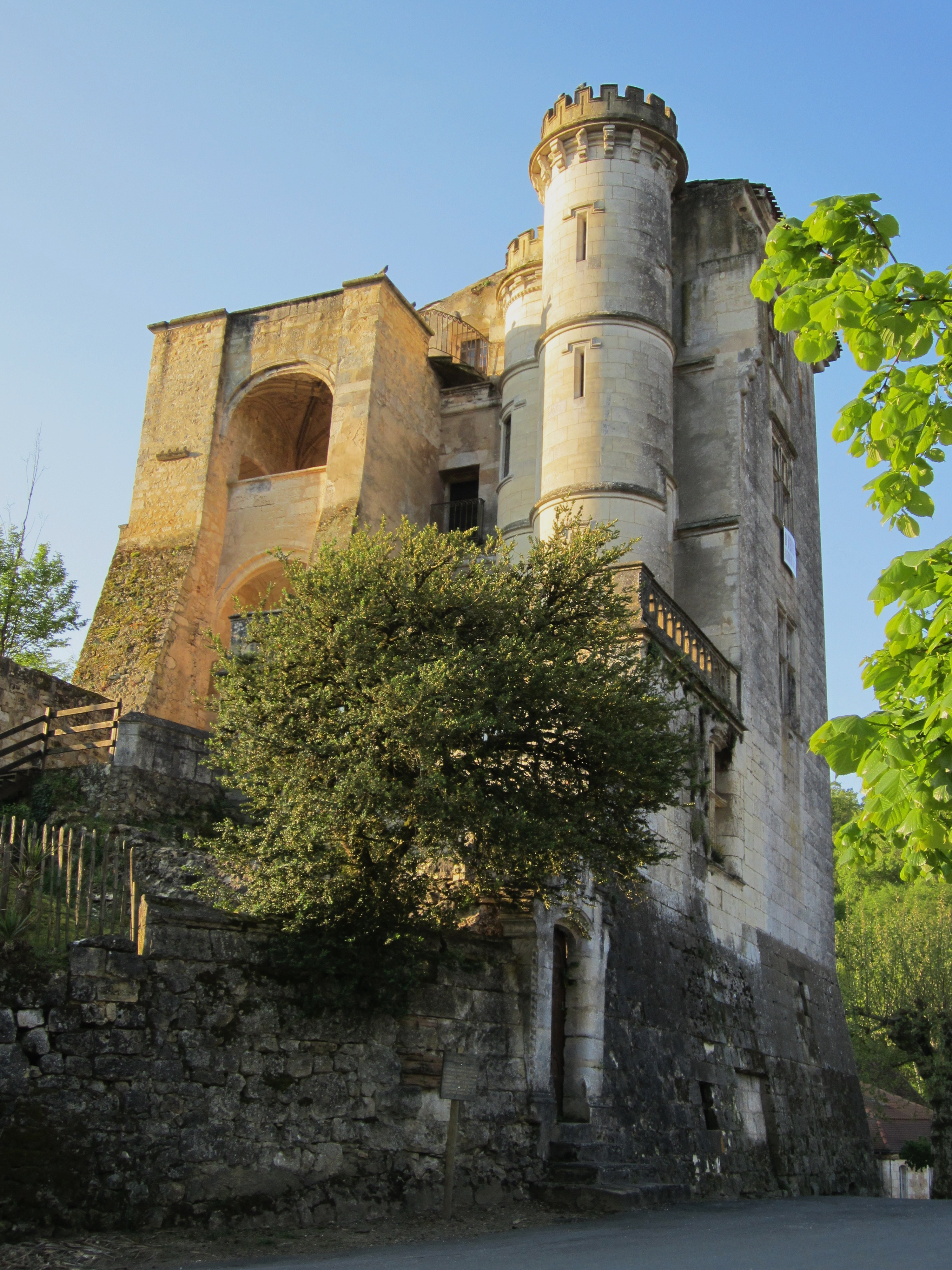